# Timoteo (discepolo di Paolo)
San Timoteo (Listra, 17 circa – Efeso, 97) è stato un compagno di Paolo di Tarso durante i suoi viaggi missionari; Paolo di Tarso lo avrebbe costituito vescovo di Efeso; è patrono dei malati allo stomaco

.
È venerato come santo dalla Chiesa cattolica che ne celebra la memoria il 26 gennaio e dalla Chiesa ortodossa che lo ricorda il 22 gennaio.
Timoteo è il destinatario di due lettere, la Prima lettera a Timoteo e la Seconda lettera a Timoteo, incluse nel Nuovo Testamento e tradizionalmente attribuite a Paolo, sebbene ritenute non autentiche dalla critica modernista.
(Paolo, Seconda lettera a Timoteo)

## Biografia
La maggior parte delle notizie che lo riguardano si ricavano dagli Atti, dove è nominato sei volte, e dalle lettere paoline in cui è citato diciotto volte.
Timoteo, che Paolo chiama «suo vero figlio nella fede» (cfr. 2Ti 1,2), è nato in Asia Minore da padre greco e da madre giudea. Noti sono il nome della madre e della nonna, rispettivamente Eunice e Loide (cfr. 2Ti 1,5).
Convertito durante il primo viaggio di Paolo, fu scelto da Paolo come compagno di viaggio all'inizio del suo secondo viaggio e fu fatto circoncidere per rispetto dei giudei e dei giudeo-cristiani di quelle zone (cfr. At 16,3). Insieme con Paolo e Sila, Timoteo attraversò tutta l'Asia Minore fino alla Troade, e giunse da qui in Macedonia. 
Inoltre sappiamo che quando a Filippi, Paolo e Sila furono imprigionati per essersi opposti allo sfruttamento di una giovane ragazza come indovina da parte di alcuni individui senza scrupoli (cfr. At 16,16-40), Timoteo non fu arrestato.
In seguito raggiunse Paolo ad Atene da dove venne mandato alla giovane Chiesa di Tessalonica sia per avere notizie sia per riconfermarla nella fede (cfr. 1Ts 3,1-2). Timoteo ritrovò Paolo a Corinto, gli riferì i risultati della sua missione a Tessalonica e collaborò con lui all'evangelizzazione di quella città (cfr. 2Cor 1,19). 
Altre notizie di Timoteo si riferiscono al terzo viaggio di Paolo, li troviamo insieme a Efeso, infatti Timoteo è tra i mittenti delle lettere a Filemone e ai Filippesi (cfr. Fm 1,1 e Fil 1,1) che secondo alcuni studiosi furono scritte da Efeso. 
Da Efeso Paolo lo inviò in Macedonia insieme con Erasto (cfr. At 19,22) e poi anche a Corinto con una lettera, nella quale raccomandava ai Corinzi di fargli buona accoglienza (cfr. 1Cor 4,17 e 16,10-11). 
È ancora come co-mittente della Seconda Lettera ai Corinzi, mentre quando da Corinto Paolo scrive la Lettera ai Romani nei saluti finali aggiunge anche quelli di Timoteo (cfr Rm 16,21). 

Secondo il racconto degli Atti degli Apostoli, Timoteo ripartì da Corinto per raggiungere Troade sulla sponda asiatica del Mar Egeo e là aspettare Paolo di ritorno dal suo terzo viaggio missionario (cfr. At20,4-5).
Le ultime notizie di Timoteo che si hanno dalla Bibbia sono alcune parole della lettera agli Ebrei dalle quali si può pensare a un periodo di prigionia. (Eb 13,23): 
Altre notizie su Timoteo le fornisce Eusebio che nella sua Storia ecclesiastica lo indica come primo vescovo di Efeso. Qui sarebbe morto lapidato per aver pubblicamente condannato il culto al dio pagano Dioniso.

## Culto
San Girolamo, nel Chronicon a. 356 p.Ch., informa: "Le reliquie dell'apostolo Timoteo vengono portate a Costantinopoli".

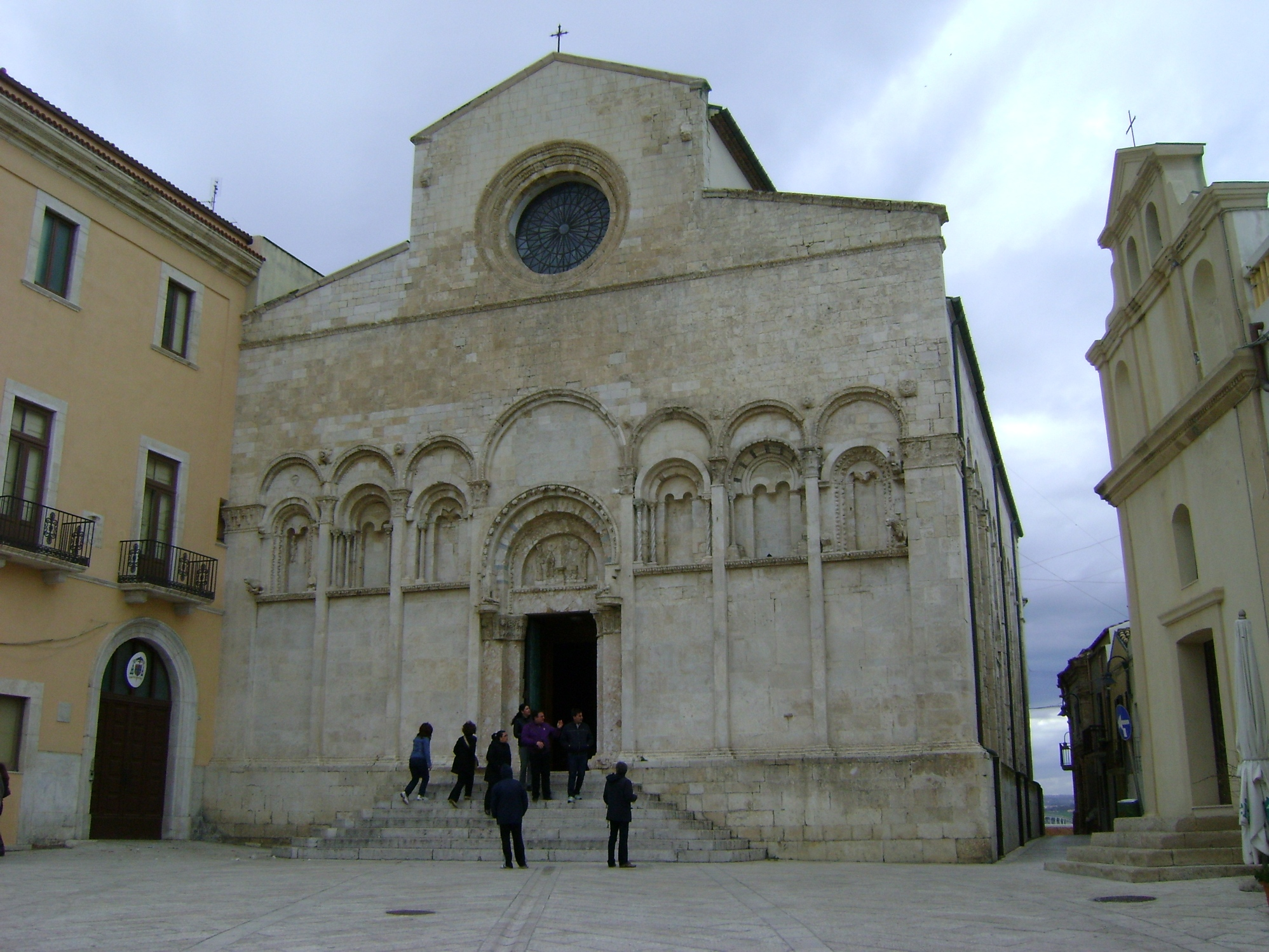
Duomo di Termoli (Molise) dove è conservato il corpo di Timoteo.

Nella cattedrale di Termoli si trovano dal 1239 le reliquie del corpo del Santo provenienti da Costantinopoli. Il corpo di Timoteo venne ritrovato, durante dei lavori di restauro all'interno della Cattedrale termolese, nel 1945, in un loculo coperto da una lapide in marmo che riportava quest'iscrizione latina: 
«Nel nome di Cristo. Amen. Nell'anno del Signore 1239. Qui riposa il corpo del Beato Timoteo discepolo del beato Apostolo, nascosto dal venerabile Vescovo Stefano insieme con il Capitolo di Termoli».
La Chiesa cattolica festeggia Timoteo insieme con Tito, altro discepolo molto caro a Paolo, il 26 gennaio; poiché quest'ultimo non morì martire, nella celebrazione comune dei due discepoli si tralascia questo titolo per Timoteo. In edizioni del calendario romano generale prima del 1970 si ricorda Timoteo da solo il 24 gennaio con il titolo di martire.